# Manfred Zindel
Manfred Zindel (* 16. Oktober 1951) ist ein ehemaliger deutscher Fußballspieler.

## Sportlicher Werdegang
Zindel entstammt der Jugend des 1. SC Göttingen 05, bei dem der Mittelfeldspieler über die Amateurmannschaft während der Spielzeit 1970/71 in den Kader der in der zweitklassigen Regionalliga Nord antretenden Wettkampfmannschaft stieß und sich dort in der Folge etablierte. Am Ende der Spielzeit 1973/74 qualifizierte er sich mit den Niedersachsen für die 2. Bundesliga, wo er weiterhin zum erweiterten Stammspielerkreis gehörte und regelmäßig mehr als die Hälfte der Saisonspiele bestritt. In der Spielzeit 1976/77 erzielte er sieben Saisontore in 30 Spielen, als Tabellen-17. verpasste er mit dem Klub jedoch den sportlichen Klassenerhalt. Auf einen möglichen Klassenerhalt nach Lizenzverweigerung für den Bonner SC verzichtete die Vereinsführung.
Zindel ging in der Folge mit dem Klub in die Oberliga Nord, wo er sich mit der Mannschaft als Tabellendritter der Oberligasaison 1977/78 hinter dem OSV Hannover und Mitabsteiger VfL Wolfsburg für die letztlich erfolglos verlaufende Aufstiegsrunde qualifizierte. Wie lange er noch für den Klub spielte, ist unklar – für die Aufstiegsspiele 1980/81 zur 2. Bundesliga verzeichnet die Statistik keine Einsätze mehr für ihn.